# Гримзель
Гри́мзель или Гри́мзельпас (нем. Grimselpass) — горный проход (перевал) в Бернских Альпах, на границе швейцарских кантонов Берн и Вале; соединяет долину Оберхасли с Обервале.

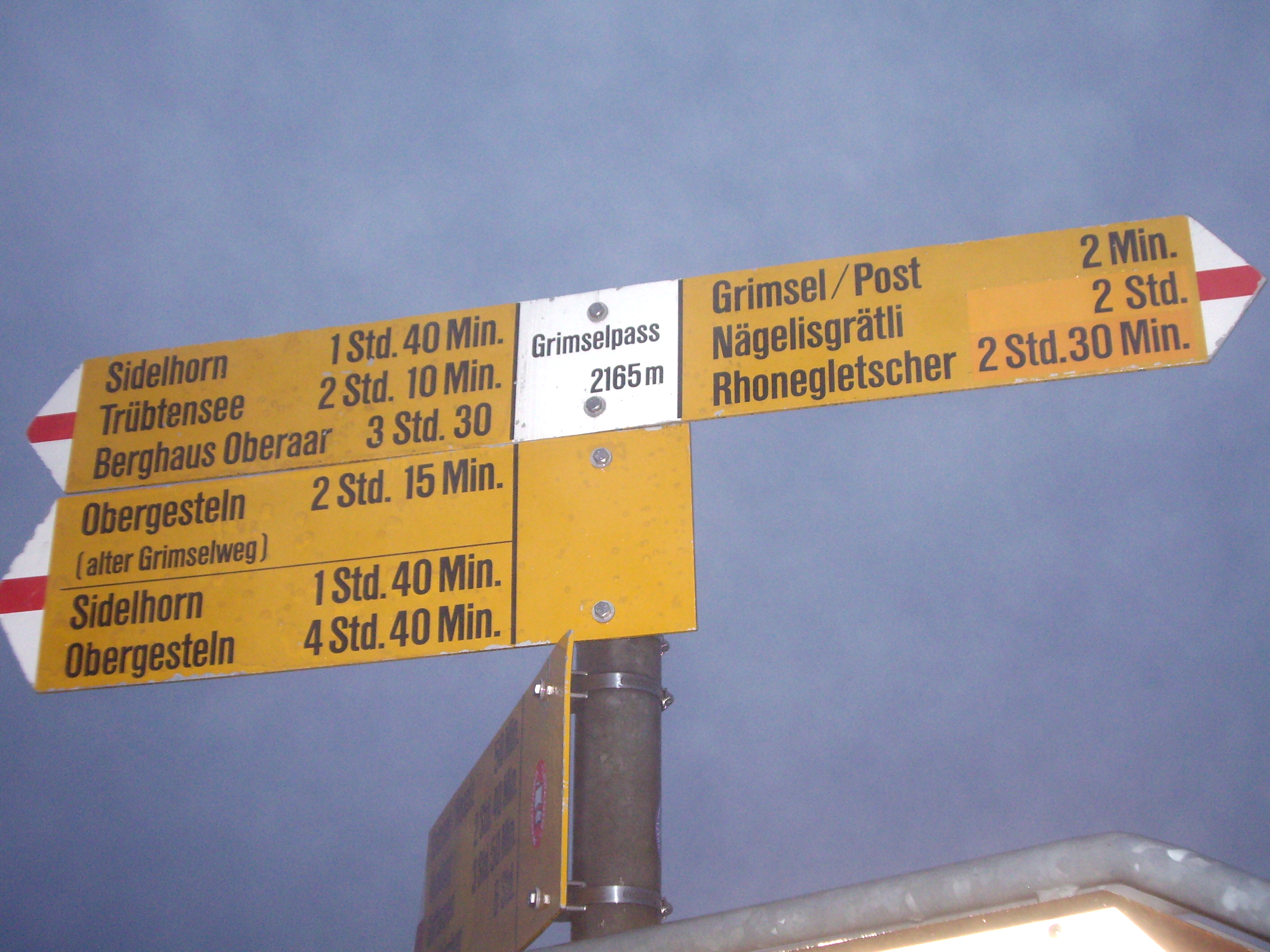

Начинаясь у Майрингена (600 м), дорога поднимается до расположенной на берегу небольшого озера (на высоте 1 874 м) Гримзельского горного приюта, бывшей раньше таким же благотворительным учреждением, как приюты Сен-Готарда и Сен-Бернара, а ныне гостиницы, служащей исходным пунктом для туристов при экскурсиях в Бернские и Урийские Альпы.
От приюта дорога разделяется на две ветви: одна ведёт влево, мимо мрачного «Мёртвого озера» (Totensee), к вершине Гаусек (2 182 м) и опускается затем к Ронскому леднику; другая — через Гримзель в долину Роны. Обе ветви соединяются затем с Фуркской дорогой.
В 1799 году перевал Гримзель был театром упорных битв между французами и австрийцами.